# Reginaldo Ndong
Reginaldo „Reggie“ Michá Ndong (geb. 14. Oktober 1986) ist ein ehemaliger äquatorialguineischer Sprinter.

## Sport
Ndong qualifizierte sich 2003 erstmals für die Weltmeisterschaften, wo er im Wettbewerb über 100 Meter antrat. Mit gerade einmal 16 Jahren lief er bei Gegenwind 11,47 s und wurde Siebter im Vorlauf.
Bei den Juniorenweltmeisterschaften 2004 in Grosseto war er ebenfalls für den 100-Meter-Lauf gemeldet, startete jedoch nicht. Bei einer Sportveranstaltung 2005 in Malabo erreichte Ndong mit 11,0 s seine Persönliche Bestzeit. Noch im selben Jahr konnte er seine Bestzeit auf 10,96 s verbessern.
Ndong galt Mitte der 2000er Jahre als der beste Sprinter seines Landes. Bei den Weltmeisterschaften 2005 in Helsinki lief er bei Gegenwind 11,57 s und belegte den 7. Platz. Damit verpasste er erneut den Einzug ins Viertelfinale. Bei den Spielen der Frankophonie im Jahr 2005 in Niamey erreichte er das Halbfinale.
2007 nahm Ndong an den Afrikaspielen 2007 in Algier im Wettbewerb über 100 Meter teil und belegte in seinem Lauf den 9. Platz. Anschließend qualifizierte er sich für die Weltmeisterschaften 2007 in Osaka, wo er in seinem 100-Meter-Lauf den 8. Platz belegte. 2008 nahm er an seinen ersten Hallenweltmeisterschaften (Valencia) teil und belegte im ersten 60-Meter-Lauf den 8. Platz. Er lief eine Zeit von 7,72 s und erreichte damit gemeinsam mit Aisea Tohi den 100. Platz.
Ndong vertrat Äquatorialguinea bei den Olympischen Sommerspielen 2008 in Peking. Mit 21 Jahren war er der jüngste Athlet von Äquatorialguinea bei den Olympischen Sommerspielen 2008. Er nahm am Wettbewerb über 100 Meter teil und belegte im Vorlauf den 8. Platz. Damit schied er aus. Seine Zeit betrug 11,61 s.